# 花果山乡 (宜阳县)
花果山乡，是中华人民共和国河南省洛陽市宜阳县下辖的一个乡镇级行政单位。

## 行政区划
花果山乡下辖以下地区：
穆册村、玉皇庙村、关庄村、花山村、寺院村、大尖村、碾沟村和刘秀沟村。